# Drombus
Drombus is een geslacht van straalvinnige vissen uit de familie van grondels (Gobiidae). Het geslacht is voor het eerst wetenschappelijk beschreven in 1905 door Jordan & Seale.

## Soorten
- Drombus bontii (Bleeker, 1849)
- Drombus dentifer (Hora, 1923)
- Drombus globiceps (Hora, 1923)
- Drombus halei Whitley, 1935
- Drombus key (Smith, 1947)
- Drombus lepidothorax Whitley, 1945
- Drombus ocyurus (Jordan & Seale, 1907)
- Drombus palackyi Jordan & Seale, 1905
- Drombus simulus (Smith, 1960)
- Drombus triangularis (Weber, 1909)